# В этом мире я больше не чувствую себя как дома
«В этом мире я больше не чувствую себя как дома» (англ. I Don't Feel at Home in This World Anymore) — американский комедийный триллер 2017 года, режиссёрский дебют Мэйкона Блэра. В главных ролях снимались Мелани Лински и Элайджа Вуд. Название фильма отсылает к старинному одноимённому госпелу "I Don't Feel at Home in This World Anymore", прославленному кантри-певцами: Семьёй Картеров и Вуди Гатри. 

## Сюжет
Рут (Мелани Лински) работает помощницей медсестры по уходу за больными. Её день начинается со смерти пациентки, а вечером она обнаруживает, что её дом ограбили. Пропали ноутбук, медикаменты и доставшееся от любимой бабушки столовое серебро. Детектив Бендикс (Гэри Энтони Уильямс) даёт понять, что ей вряд ли стоит рассчитывать на раскрытие этой кражи даже после того, как Рут приносит собственноручно сделанный слепок отпечатка обуви предполагаемого вора.
Вскоре Рут удаётся обнаружить через смартфон местонахождение своего ноутбука при помощи программы для отслеживания. На помощь полиции рассчитывать не приходится, и Рут просит поехать с ней проживающего неподалёку Тони (Элайджа Вуд), странного соседа-интроверта, увлекающегося восточными единоборствами и ниндзюцу. После конфронтации им удаётся получить ноутбук обратно, новый владелец сообщает, что купил его у старьёвщика и даёт адрес магазина.
На следующий вечер Рут и Тони приезжают в лавку старьёвщика, где на одной из полок Рут обнаруживает принадлежащий ей ящик с фамильным серебром. На выходе она замечает Кристиана (Девон Грей) и обращает внимание на его кроссовок — его заклеенная скотчем подошва совпадает с найденным возле дома отпечатком. Кристиан садится в фургон и уезжает, но Тони удаётся запомнить номер автомобиля и найти адрес владельца. По этому адресу находится роскошный особняк. Тони и Рут, представившись полицейскими, заходят в дом и расспрашивают Мередит (Кристин Вудс) о фургоне. Она сообщает, что фургон зарегистрирован на её мужа Кристиана Румака, но за рулём, скорее всего, был его сын от первого брака, Кристиан Румак-младший. Несколько лет назад тот связался с плохой компанией, после небольшого тюремного срока не общается с семьёй. Ничего не добившись, Тони и Рут уезжают, причём Рут забирает с собой садовую скульптуру тигра, из-за чего они сорятся с Тони.
За особняком из фургона наблюдают Кристиан-младший вместе с сообщниками, Маршаллом (Дэвид Йоу) и Дез (Джейн Леви). Они планируют совершить вооружённое ограбление — заставить отца Кристиана открыть сейф, в котором должна быть крупная сумма наличными. Предыдущие кражи нужны были им для покупки огнестрельного оружия. Заметив Рут и Тони, преступники решают проследить за ними. Когда Рут возвращается в свой дом, то обнаруживает там Кристиана. Она наносит ему сильный удар в шею свёртком, в котором лежит слепок отпечатка. Кристиан выбегает на улицу, где его насмерть сбивает автобус. Маршалл и Дез, увидев гибель Кристиана, принимают решение похитить Рут и заставить её помочь им в ограблении дома Румака-старшего.
Рут, находясь под прицелом пистолета, звонит в дверь особняка Кристиана Румака. Когда охранник, узнав её, открывает дверь, в дом заходят Дез и Маршалл. Угрожая оружием, они требуют от Мередит позвать мужа. Румак, заподозрив неладное спускается вниз с пистолетом, но Дез сильно ранит его из обреза двуствольного ружья и заставляет открыть спрятанный в камине сейф. Денег внутри не оказывается, только документы. Маршалл собираются застрелить Мередит, но между ними встаёт Рут. В этот момент в дом вбегает Тони и метает в голову Дез сюрикэн. В завязавшейся перестрелке гибнут Румак и Дез, которая перед смертью успевает нанести Тони несколько ударов ножом в живот.
Рут и тяжело раненный Тони убегают через лес от Маршалла. В ходе погони Рут вынужденно оставляет потерявшего сознание Тони под деревом и пытается отвлечь Маршалла. Рут кидает два камня в Маршалла и тот падает в водоем со змеёй, которая наносит ему несколько укусов в лицо. Когда Рут в панике бегает по лесу, пытаясь отыскать место, где она оставила Тони, то видит призрак своей бабушки, показывающий нужное направление. Позже, из чувства благодарности за спасение своей жизни, на допросе в полиции Мередит не опознаёт по фотографии Рут. Тони остаётся в живых, вместе с Рут они отдыхают во дворе её дома.

## В ролях
| Актёр                   | Роль                     |
| ----------------------- | ------------------------ |
| Мелани Лински           | Рут Кимке                |
| Элайджа Вуд             | Тони                     |
| Дэвид Йоу               | Маршалл                  |
| Джейн Леви              | Дез                      |
| Девон Грей              | Кристиан Румак — младший |
| Кристин Вудс            | Мередит                  |
| Роберт Лонгстрит        | Кристиан Румак           |
| Гэри Энтони Уильямс     | Уильям Бендикс           |
| Ли Эдди                 | Энжи                     |
| Дерек Мирс              | Донки торговец оружием   |
| Хасон Мануэль Оласабаль | Цезарь                   |

## Фестивали и награды
Премьера фильма состоялась 19 января 2017 года на кинофестивале «Сандэнс», где он получил Приз большого жюри в категории «лучшая драма производства США». 
В 2017 году фильм участвовал в кинофестивалях «Golden Trailer Awards» и «Austin Film Critics Association», стал победителем и получил награды.

## Показ
В широком кинотеатральном прокате фильм не появился, показ осуществляется через сервис потокового вещания Netflix с 24 февраля 2017 года.

## Критика
По состоянию на февраль 2017 года, рейтинг фильма на сайте Rotten Tomatoes на основе 57 отзывов составляет 88 %.
Обозреватели «Нового взгляда» и «Российской газеты» положительно оценили режиссёрский дебют Мэйкона Блэра, отметив, что ему удалось создать атмосферную чёрную комедию, в которой заметно влияние лучших работ Тарантино и братьев Коэн.